# Tacuary FC
Tacuary Football Club is een Paraguayaanse voetbalclub uit Asunción. De club werd opgericht op 10 december 1923. De thuiswedstrijden worden in het Estadio Roberto Bettega gespeeld, dat plaats biedt aan 15.000 toeschouwers. De clubkleuren zijn zwart-wit.

## Erelijst
Nationaal
- Tweede Divisie

Winnaar: (1) 2002
- Derde Divisie

Winnaar: (4) 1953, 1961, 1983, 1999

## Eindklasseringen
| Seizoen | A/C | № | Clubs | Divisie        | Duels | Winst | Gelijk | Verlies | Doelsaldo | Punten |
| ------- | --- | - | ----- | -------------- | ----- | ----- | ------ | ------- | --------- | ------ |
| 2009    | A   | 5 | 12    | Liga Paraguaya | 22    | 9     | 5      | 8       | 27–29     | 32     |
| 2009    | C   | 7 | 12    | Liga Paraguaya | 22    | 9     | 5      | 8       | 25–31     | 32     |